# Bert Wijbenga

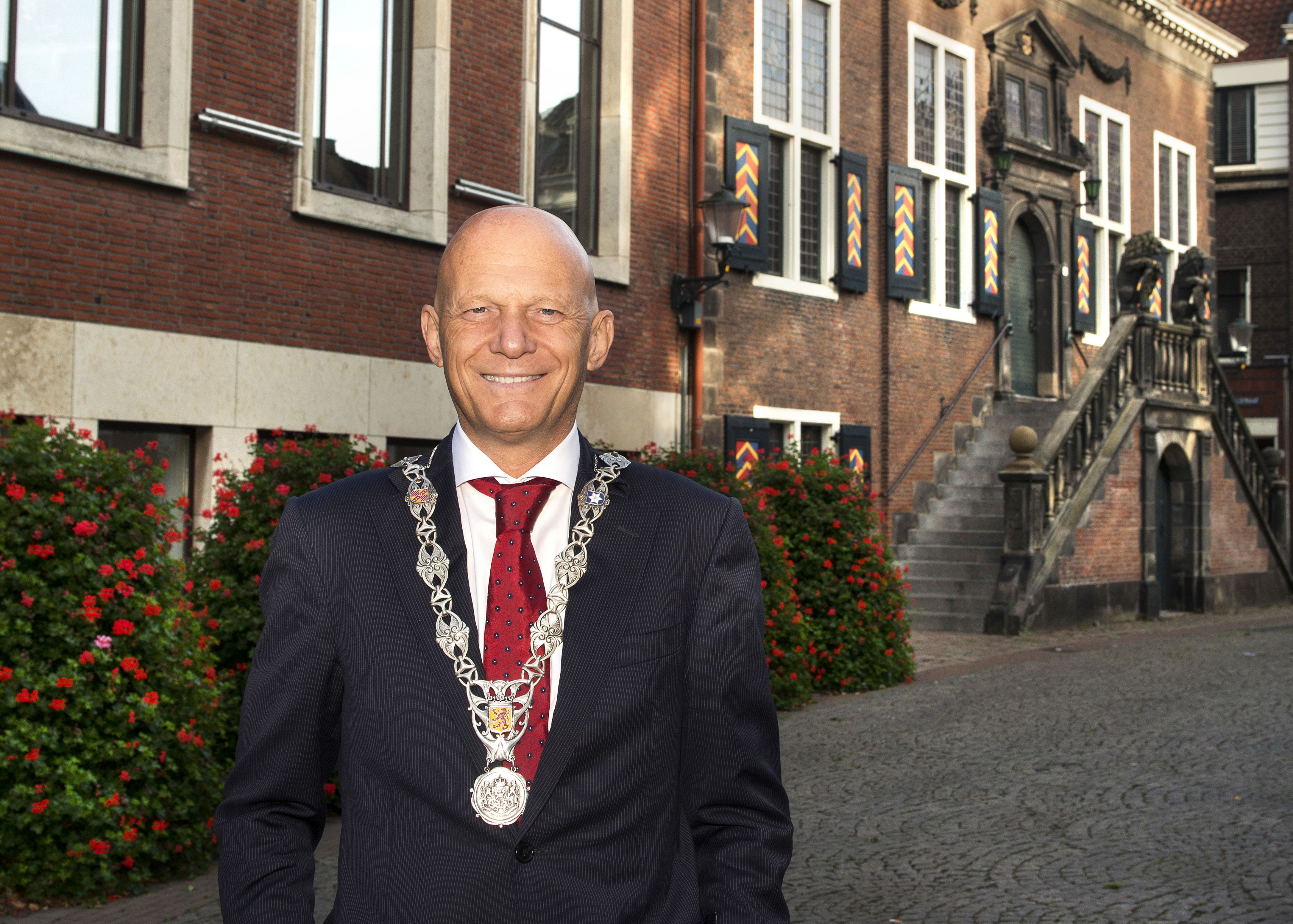
Bert Wijbenga

Bert Wijbenga-van Nieuwenhuizen (geb. Wijbenga; * 7. Februar 1964 in Haarlem) ist ein niederländischer Politiker der Volkspartij voor Vrijheid en Democratie (VVD).

## Leben
Wijbenga studierte an der Niederländischen Polizeiakademie in Apeldoorn, Politikwissenschaft an der Freien Universität Amsterdam, Verwaltungswissenschaft an der Universität Utrecht und an verschiedenen europäischen Polizeiakademien.
1986 wurde er Polizeibeamter. Er arbeitete bei verschiedenen Einheiten, wie bei der Kriminalpolizei, bei der mobilen Einheit, als Polizeichef der Gemeinde Leiden, als Direktor Polizei beim Landespolizeikorps (Korps Landelijke Politiediensten) und als Haupt Operative Angelegenheiten in Amsterdam. 2006 wurde er schließlich Polizeipräsident (hoofdcommissaris) und Korpschef der Provinz Flevoland.
Er verließ die Polizei im Jahr 2011, um Vorsitzender des Vorstandes des Wohnungsunternehmens Woonbron Rotterdam zu werden.
Wijbenga trat zurück, nachdem er am 5. Juli 2018 zum Beigeordneten (wethouder) und erstem Vizebürgermeister (locoburgemeester) der Gemeinde Rotterdam gewählt wurde, mit dem Geschäftsbereich Durchsetzung, Lebensumfeld, Integration und Gesellschaft.
Am 9. September 2021 übernahm er das Amt des Bürgermeisters der Gemeinde Vlaardingen in der Provinz Zuid-Holland.

## Privates
Bert Wijbenga(-van Nieuwenhuizen) hat vier Kinder und ist verheiratet mit Ministerin Cora van Nieuwenhuizen(-Wijbenga).